# Vasa Township
Vasa är en stad i Goodhue County, Minnesota i USA. Invånarantalet vid folkräkningen år 2000 var 872. Staden namngavs efter den svenske kungen Gustav Vasa.

## Historia

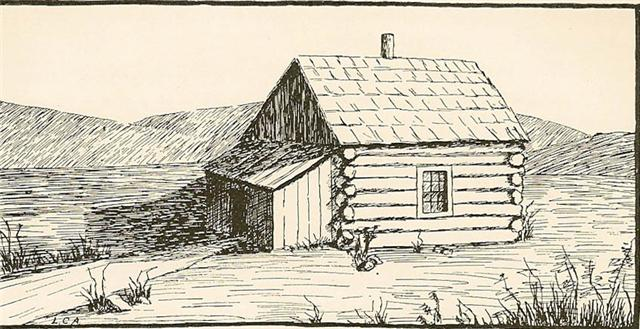
Utsidan av första kyrkan i Vasa

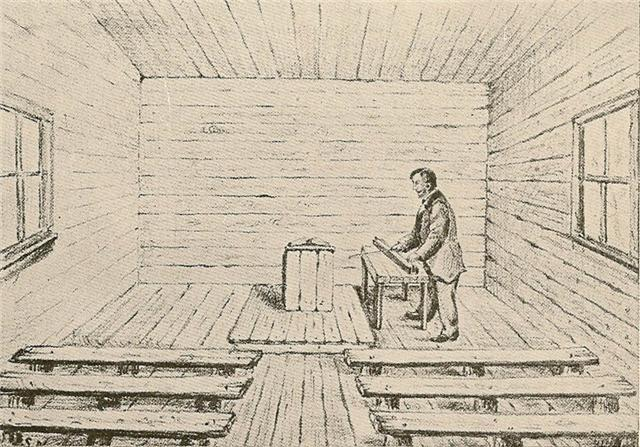
Insidan på samma kyrka

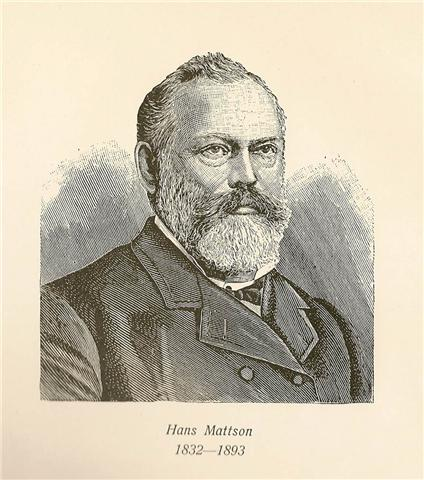
Hans Mattson, Vasas grundare.

Vasa grundades 1853 av emigranter huvudsakligen från norra Skåne, under ledning av Hans Mattson. Emigranter kom kontinuerligt, fortfarande huvudsakligen från norra Skåne, och 1860 var Vasa en av de största kolonierna i USA.[källa behövs] Staden fick först namnet "Hans Mattson's Settlement" vilket ändrades 1855 då de döpte staden efter den svenske kungen Gustav Vasa. Staden fick även besök av den blivande   Gustaf VI Adolf under hans Amerikaresa som kronprins 1926–1927. 
Stadens församling grundades sommaren 1856 av Eric Norelius. Den första kyrkan var ett stockhus. Tämligen ofta kom indianer, huvudsakligen från siouxstammarna, och rökte pipa med befolkningen i Vasa, som till stor del bestod av svenskar. Tobaken man använde var så kallad kinnikinnick vilket huvudsakligen görs på mjölon.
Av de svenska invånarna skapades områden i Vasa uppkallade efter gamla svenska områden. Till exempel fanns både Skåne, Småland och Jämtland i Vasa.
Under de kommande åren genomgick staden stora förändringar, huvudsakligen i styret. I ett kommunalstyresval lurade de nyare nybyggarna de första bosättarna i Vasa och Trued Granville Pearson valdes till ordförande över kommunalstyrelsen. Under det följande statsvalet i Minnesota hade några nyligen bosatta amerikaner tänkt styra valet med våld. De övriga invånarna i staden lyckades emellertid styra undan hotet och valet fortskred som planerat.

## Geografi
Enligt United States Census Bureau så är Vasas area totalt 106,6 km² av vilka 106,1 km² är land och 0,5 km² är vatten. Minnesota Highway 19 och County Highway 7 går genom staden som ligger på 333 meters höjd. Staden ligger knappt 15 kilometer sydväst om residensstaden i Goodhue County, Red Wing, i Central Standard Time-zonen. Staden består av huvudsakligen prärie och skog samt grässlätter.

## Demografi

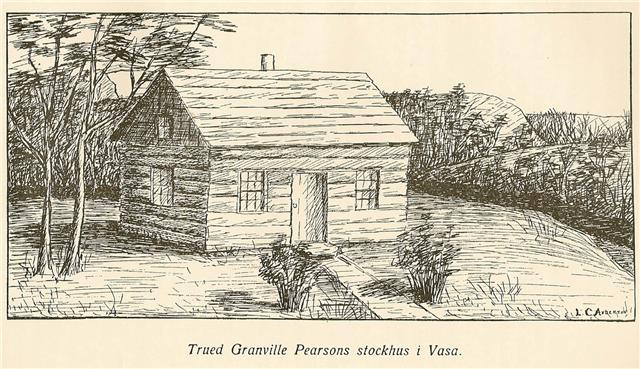
Hus i Vasa, troligen nerrivet idag.

Enligt folkräkningen år 2000 bodde det i Vasa 872 invånare uppdelade på 239 familjer boende i 293 hushåll. Befolkningstätheten var 8,2 invånare/km². Det fanns 310 byggnader på en genomsnittstäthet på 2,9/km². 99,08 % av befolkningen var vita, 0,11 % afroamerikaner, 0,23% indianer, 0,11% av annat ursprung och 0,46% eller mer uppgavs härstamma från två eller fler ställen. Latinamerikaner utgjorde 0,80% av befolkningen. Det fanns 293 hushåll av vilka 42 % hade barn under 18 år i huset, 68,9 % av gifta par, 5,8 % hade en kvinnlig husägare utan närvarande make och 18,1 % ingick inte i någon familj. I 13 % av alla hushåll bodde någon ensam och 6,1 % av hushållen ägdes av en ensamstående som var 65 år eller äldre. Det genomsnittliga hushållet var 2,98 personer och genomsnittsfamiljen var 3,29 personer. 
30,3 % av befolkningen var under 18 år, 6,5 % från 18 till 24, 27,2 % från 25 till 44, 25,1 % från 45 till 64 och 10,9 % var 65 år eller äldre. Medianåldern var 38 år. På 100 kvinnor gick det 106,6 män. På hundra kvinnor över arton år gick det 106,1 män. Medianinkomsten för ett hushåll i staden var 53,281 dollar och medianinkomsten för en familj var 56,688. Män hade en medianinkomst på 33,750 dollar mot kvinnornas 22,500. Inkomsten per capita var 23,629 dollar. Runt 3 % av familjerna och 4,9 % av invånarna var under fattigdomsgränsen, inkluderande 4,6 % av de under 18 år och 8,1 % av de över 65 år.

### Ursprung
Nedan följer en lista på varifrån invånarna i Vasa anser att de härstammar i procentordning.
1. Tyskland - 33 %
2. Sverige - 28 %
3. Norge - 15 %
4. Irland - 7 %
5. Frankrike (förutom Baskien - 3 %
6. England - 2 %
7. Nederländerna - 2 %
8. Skandinavien - 1 %
9. Danmark - 1 %
10. Skottland - 1 %
11. Polen - 1 %
12. Wales - 1 %
13. Österrike - 1 %